# دومامیل
دومامیل (به چکی: Domamil) یک منطقهٔ مسکونی در جمهوری چک است که در منطقه تربیچ واقع شده‌است. دومامیل ۱۰٫۹۵ کیلومتر مربع مساحت و ۲۹۱ نفر جمعیت دارد و ۴۹۵ متر بالاتر از سطح دریا واقع شده‌است.